# 3430 Bradfield
Bradfield (asteroide 3430) é um asteroide da cintura principal, a 2,4928226 UA. Possui uma excentricidade de 0,0970207 e um período orbital de 1 675,38 dias (4,59 anos).
Bradfield tem uma velocidade orbital média de 17,92610605 km/s e uma inclinação de 4,43707º.
Este asteroide foi descoberto em 9 de Outubro de 1980 por Carolyn Shoemaker.